# Шест сати ујутро
„Шест сати ујутро” је југословенски ТВ филм из 1959. године. Режирао га је Марио Фанели а сценарио је написао Хинко Хандл.